# Jan Bouman

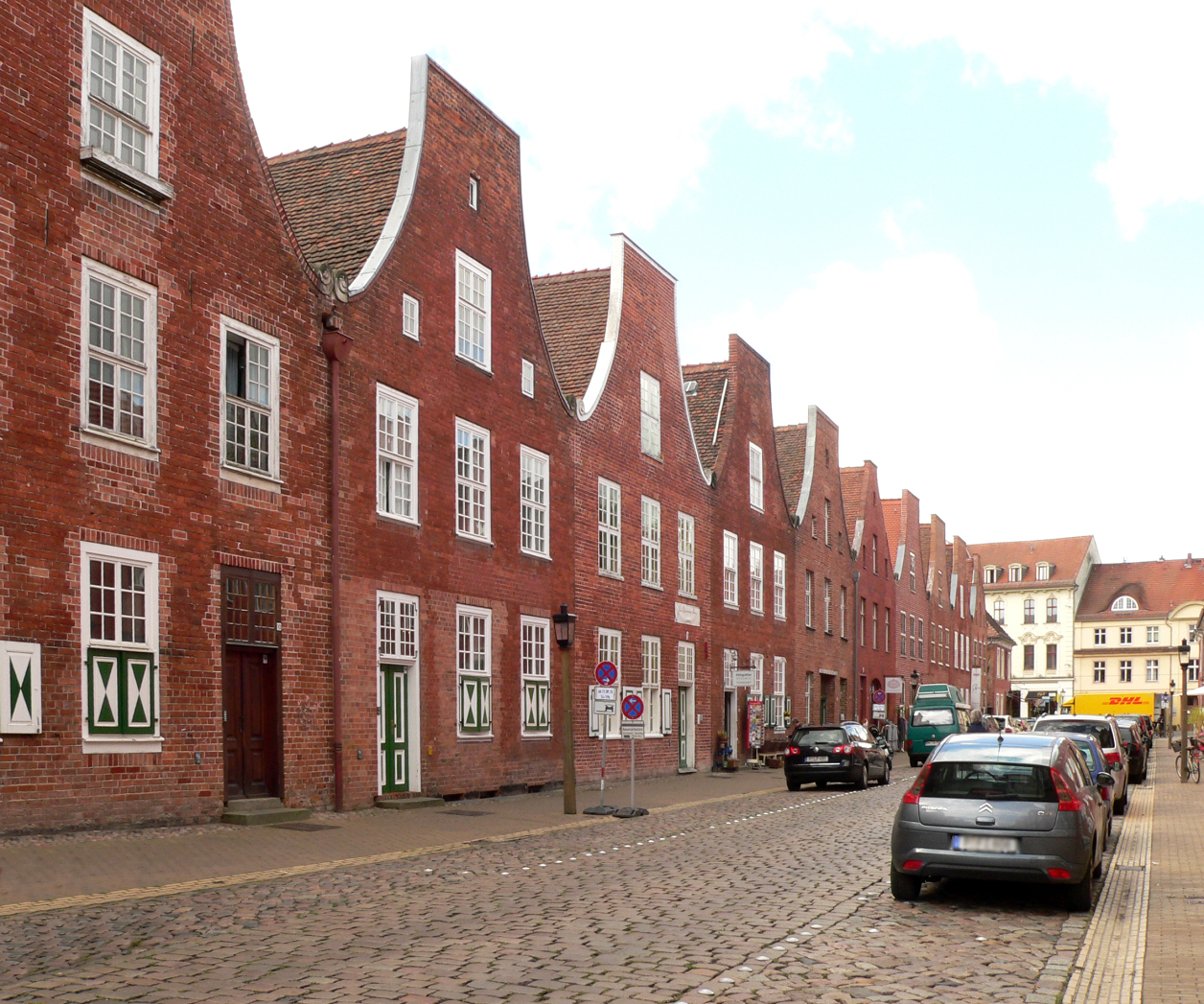
Das Holländische Viertel in Potsdam, im Sommer 2004

Jan Bouman, Johann Boumann [der Ältere] (* 28. August 1706 in Amsterdam; † 6. September 1776 in Berlin) war ein aus den Niederlanden nach Preußen eingewanderter Baumeister. Sein bekanntestes Werk ist das Palais des Prinzen Heinrich, heute Hauptgebäude der Humboldt-Universität zu Berlin. Er gehört zu den Baumeistern des Friderizianischen Rokokos.

## Leben
Bouman wurde als fünftes von sechs Kindern des Zimmermanns Michiel Bouman (* 1670; † nach 1732) und der Anna Joosten geboren. Ca. 1722 bis 1730 erhielt er eine Ausbildung zum Zimmermeister mit der Berechtigung, eigenständig Häuser bauen zu dürfen. 1732 heiratete er in Amsterdam Anna Johanna van Lohuijsen (1713–1769).
Zu Jan Boumans sechs Kindern aus erster Ehe – deren Familiennamen geändert wurden – gehörte Georg Friedrich von Boumann (* 1737; † 1812 oder 1817), der nach Artillerieoberst Baumeister und Architekt wurde, in der Nachfolge seines Vaters kurzzeitig Oberbaudirektor war und 1801 geadelt wurde. Der Philologe und Schriftsteller Ludwig von Boumann (1801–1871) war dessen Sohn. Jan Boumans jüngerer Sohn Michael Philipp Boumann (1747–1803) wurde ebenfalls Baumeister und Architekt. Bouman heiratete 1772 in Berlin in zweiter Ehe Maria Louisa Elisabeth Donner (* 28. August 1706 in Amsterdam), die Witwe des Kaufmanns Konrad Heinrich Gottfried Donner. Im Alter von 70 Jahren starb Jan Bouman am 6. September 1776 in Berlin und wurde in einem Gruftgewölbe der Parochialkirche beigesetzt.

## Potsdam

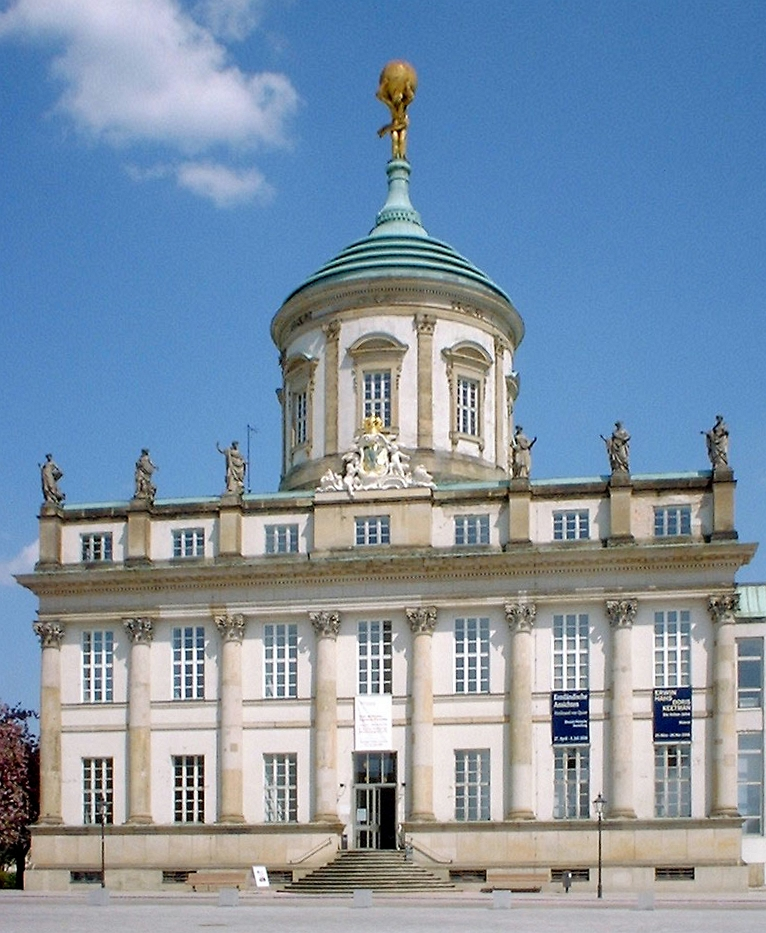
Altes Rathaus in Potsdam (von 1753)

Palais des Prinzen Heinrich, Berlin (1748–66)

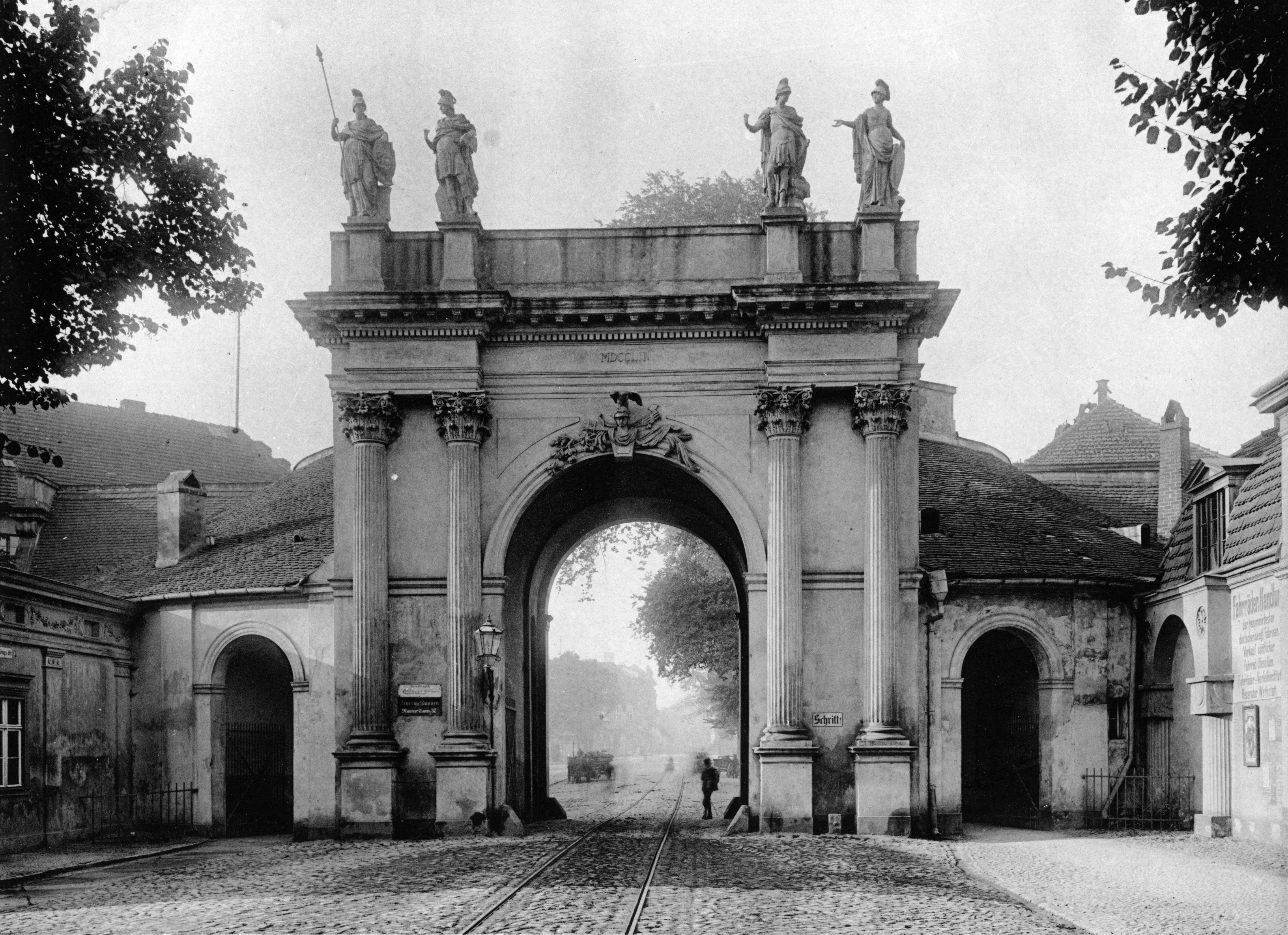
Berliner Tor, Potsdam (von 1752)

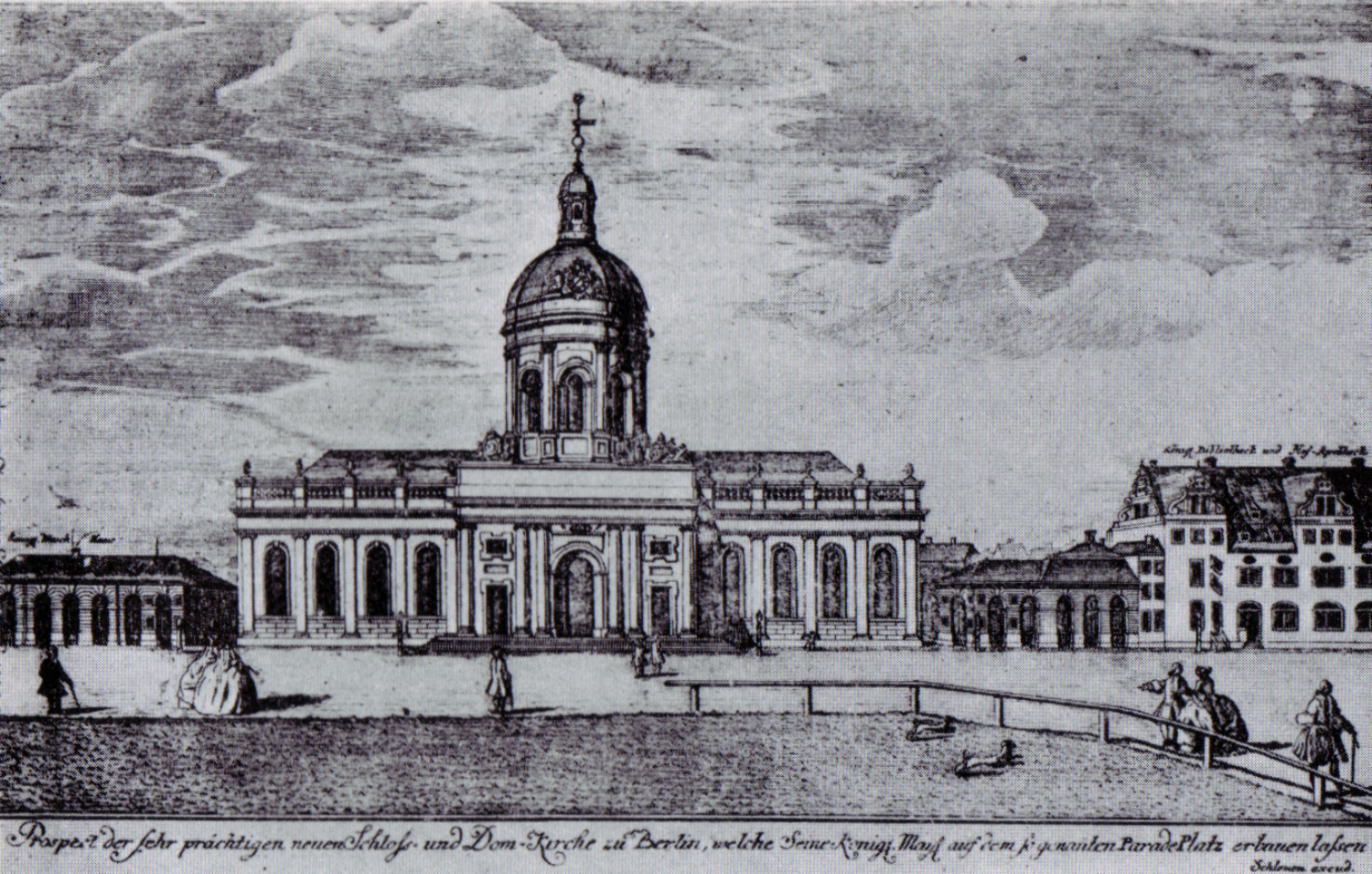
Berliner Dom (1747–50)

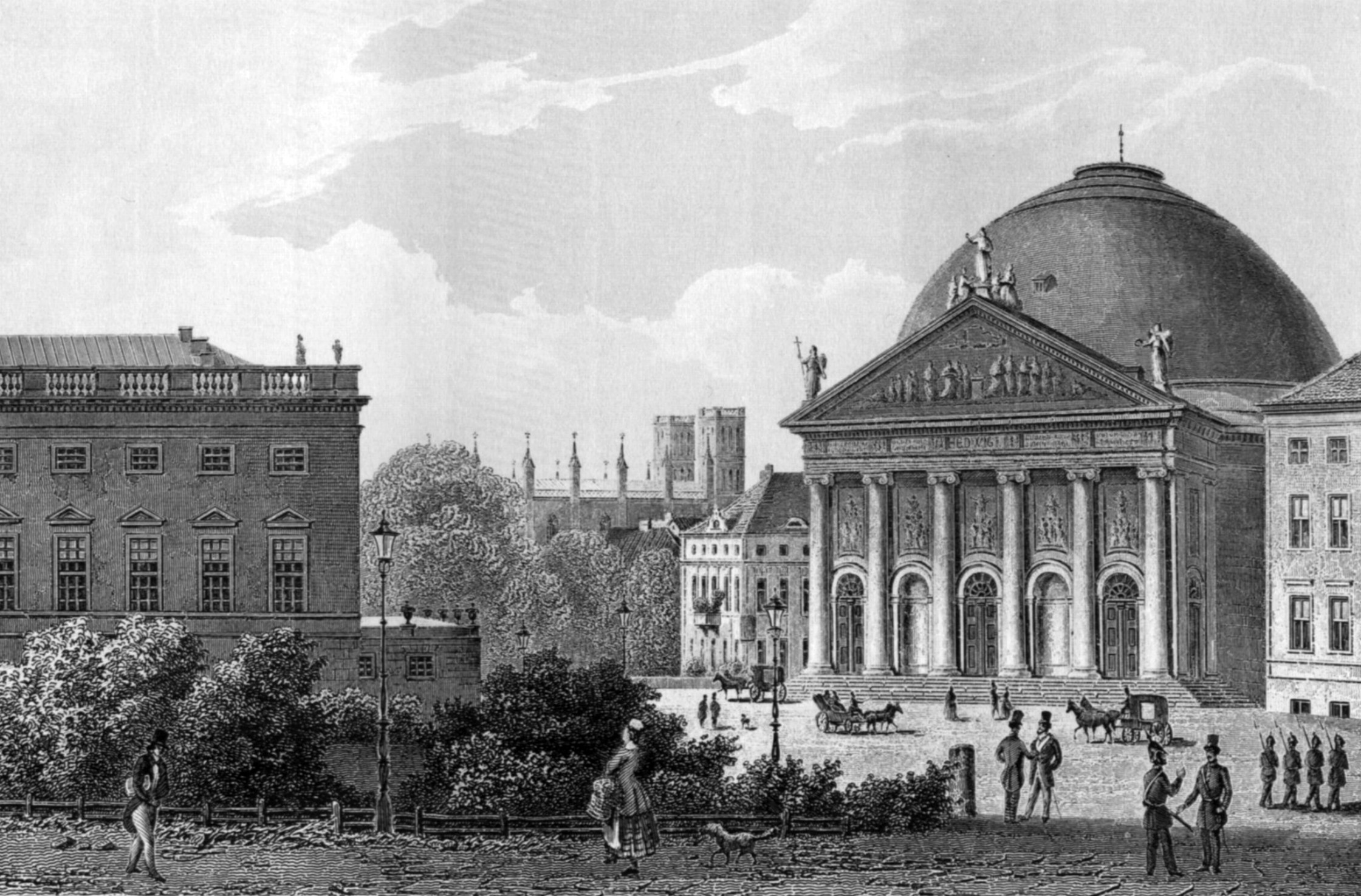
Vollendung der Sankt-Hedwigs-Kathedrale Berlin (1770–73). Links daneben Boumans Wohnhaus

1732 rief ihn der preußische König Friedrich Wilhelm I. zur Errichtung des Holländischen Viertels nach Potsdam. Mit ihm kam sein Bruder Dirck (Dietrich; * 11. September 1713; † 10. Februar 1776 in Potsdam), der ebenfalls Zimmermeister war. Um 1735 folgte ihnen ihr Bruder Abraham (* 25. Februar 1709 in Amsterdam; † um 1741 in Potsdam), der sich als Goldschmied niederließ. Dircks Tochter aus zweiter Ehe, Maria Catharina (1760–1813), war mit Johann Jacob Krutisch (* 16. Januar 1749 in Hochstedt, Hessen-Kassel; † 20. November 1817 in Potsdam) verheiratet, der 1773–1817 Hofgärtner der Sanssouci-Melonerie war. Die Familie Bouman gehörte der Französisch-Reformierten Gemeinde in Potsdam an.
Zur Trockenlegung des Holländischen Viertels schuf er das Holländische Bassin mit dem Lustschlösschen auf holländische Art, der Gloriette auf dem späteren Bassinplatz, deren Modell im Jan Bouman Haus im Holländischen Viertel ausgestellt ist. 
König Friedrich II. ernannte Bouman 1745 zum Kastellan des Potsdamer Stadtschlosses. Am 2. Mai 1745 ernannte er ihn auch zum Bauleiter für Schloss Sanssouci, anstelle des bisherigen Bauleiters Friedrich Wilhelm Diterichs. 1747 übertrug er ihm ferner die Oberleitung beim Um- und Ausbau des Stadtschlosses, ebenfalls nach Plänen Georg Wenzeslaus von Knobelsdorffs.
Bouman errichtete sich ein Haus nahe Potsdam, das nach Besitzerwechseln und Umbauten später zum Schloss Charlottenhof wurde. 
Ab 1748 war Jan Bouman als Oberbaudirektor im Potsdamer „Baucomtoir“ der königlichen Bauvorhaben tätig. In Potsdam schuf er 1752 das Berliner Tor, 1752/53 die Friedrichskirche im Weberviertel sowie, nach Plänen Knobelsdorffs, die Französische Kirche und 1753, gemeinsam mit Christian Ludwig Hildebrandt, nach eigenem Entwurf das Alte Rathaus.
Das Jan-Boumann-Haus im Holländischen Viertel mit überwiegend originaler Bausubstanz von 1735 kann als Museumshaus besichtigt werden. Im Herbst 2006 wurde dort die Ausstellung „300 Jahre Jan Bouman“ gezeigt.

## Berlin
1747–50 schuf er nach dem Abriss des alten Berliner Doms ein neues Domgebäude an der Spreeseite des Berliner Lustgartens und erneuerte die Gebäude der Akademie der Wissenschaften in Berlin. Zwischen 1748 und 1766 errichtete er in Berlin an der Straße Unter den Linden für Prinz Heinrich von Preußen ein Palais, das heute als Hauptgebäude der Humboldt-Universität nach Erweiterung und Umbau in seiner äußeren Form erhalten ist.
1755 ernannte ihn der König zum Oberbaudirektor für seine Bauaufgaben in Berlin und Potsdam. Bouman zog nach Berlin um, wo er an der Ecke der Französischen und der Markgrafenstraße wohnte. Friedrich Nicolai schrieb, dass er eine schöne Sammlung Malereyen hatte. Nach 1763 erweiterte er das Schloss Schönhausen, den Sommersitz der preußischen Königin. Sein letzter großer Auftrag war der Bau der Sankt-Hedwigs-Kathedrale in Berlin, die er nach dem Entwurf von Jean Laurent Legeay 1770–73 vollendete. Als im Jahr 1770 das Oberbaudepartement gegründet wurde, gehörte Boumann zu den ersten Mitgliedern.